# Horbaci, Kozeleț
Horbaci (în ucraineană Горбачі) este un sat în comuna Lemeși din raionul Kozeleț, regiunea Cernihiv, Ucraina.

## Demografie
Componența lingvistică a localității Horbaci
     Ucraineană (99,25%)
     Alte limbi (0,75%)
Conform recensământului din 2001, majoritatea populației localității Horbaci era vorbitoare de ucraineană (99,25%), existând în minoritate și vorbitori de alte limbi.